# Snow Dogs
Snow Dogs är en filmkomedi från 2002, från Walt Disney Pictures, regisserad av Briant Levant.

## Handling
När tandläkaren Ted Brooks (Cuba Gooding Jr.) från Miami som inte varit i närheten av snö i hela sitt liv får reda på att han finns med i ett testamente, reser han till Alaska för att se vad hans arv innehåller. Men när han kommer fram spricker drömmen - han har ärvt ett gäng busiga slädhundar. När han får reda på att hans pappa bor i byn åker han för att leta upp honom, men det visar sig att hans pappa är vit (själv är han svart). Men hans pappa är besviken på honom så Ted ställer upp i en årlig slädhundstävling med de hundar som han ärvde, för att visa att han inte är den mesige tandläkaren från Miami.

## Karaktärer

### Människor
- Cuba Gooding Jr. som Dr. Theodore "Ted" Brooks (även känd som "Teddy Bear")
- Joanna Bacalso som Barb
- James Coburn som James "Thunder Jack" Johnson
- Sisqó som Dr. Rupert Brooks
- Nichelle Nichols som Teds mamma
- Michael Bolton som sig själv

### Hundar
- Fly som Nana
- D.J. som Demon
- Floyd som Mac
- Speedy som Scooper
- Shadow som Diesel
- Buck som Sniff
- Koda som Yodel
- Gloria som Dutchess

## Svenska röster
- Papa Dee - Ted
- Gunnar Ernblad - Thunder Jack
- Claes Malmberg - George
- Magnum Coltrane Price - Rupert
- Kayo Shekoni - Barb
- Gladys del Pilar - Amelia
- Guy de la Berg - Ernie
- Adam Fietz - Dr. Brooks[1]

## Utmärkelser
John Debney vann ASCAP Award 2003 för filmmusiken i Snow Dogs.